# Emilio Herrero Mazorra
Emilio Herrero Mazorra (Reinosa, 31 de mayo de 1882-Madrid, 16 de junio de 1968) fue un periodista español de principios del siglo XX. Fue corresponsal de la United Press International en París, y jefe de Prensa durante la Segunda República Española con Niceto Alcalá-Zamora.

## Biografía

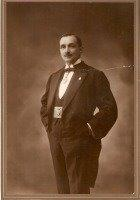
Fotografía realizada en torno a 1930

Nació en Reinosa, hijo de un médico cirujano también llamado Emilio, y de Serapia, ambos naturales de Saro, un pueblo del Valle de Carriedo, en Cantabria. Casado con Mª del Rosario Maroto, tuvieron ocho hijos (María Teresa, Emilia, Jesús, Visitación, Josefa, María, Concepción y Julián).
Periodista vocacional, publicó su primera crónica en el El Noticiero Sevillano con apenas dieciséis años. Entre 1907 y 1915 trabajó de redactor y corresponsal político en diversos diarios españoles e hispanoamericanos. En 1920 fue fichado por la agencia norteamericana United Press como redactor jefe, para la que ejerció la corresponsalía en París.
En 1922 participó en la exhumación del pintor Casimiro Sainz. En su vertiente política fue elegido diputado provincial por Madrid en 1923, cargo que no llegó a ejercer por el golpe de Estado de Primo de Rivera en septiembre de ese mismo año.  Emilio Herrero realizó crónicas de sucesos importantes como un enfrentamiento entre Franco y Primo de Rivera, lo que le llevó a ser encarcelado en 1924 como preso político en la cárcel Modelo de Madrid durante la dictadura de este  último, aunque finalmente el proceso fue sobreseído. También anunció con exactitud el final de la dictadura de Primo de Rivera; fue un republicano moderado, romanonista, y perteneció al partido Derecha Liberal Republicana, por quién compareció en las elecciones de junio de 1931.  Más adelante, trabajó en el gabinete del presidente de la segunda República, Niceto Alcalá Zamora, como jefe del Negociado de Prensa.
De este periodista se destacan actuaciones relevantes, como su viaje como polizón en la etapa previa del viaje a América del hidroavión militar Plus Ultra, las acciones que llevó a cabo en París para preservar las oficinas de la "United Press" de la intervención de los ocupantes nazis, el anuncio de la caída de Primo de Rivera  y las crónicas enviadas a España durante el desembarco de Alhucemas. Murió en Madrid a la edad de ochenta y seis años y fue enterrado en el cementerio de La Almudena.

## Reconocimientos
El periodista fue premiado y condecorado en numerosas ocasiones; entre las distinciones que recibió pueden mencionarse:
- Oficial de la Orden de la Corona de Italia[12]
- Periodista de Honor de la Federación de Asociaciones de Periodistas de España[13]
- Periodista de Honor de la Escuela Oficial de Periodismo[14]
- Medalla al Mérito en el Trabajo en su categoría de Plata[15][16]

### Epónimos
Tiene dedicadas dos calles en España, una en su pueblo natal, Reinosa, y otra en Cáceres.